# 比斯頓城堡
比斯頓城堡（英語：Beeston Castle）是位於英國英格蘭柴郡比斯頓的一座前皇家城堡。比斯頓城堡修建於1220年代。在英國內戰期間，比斯頓城堡被廢除，部分建築被拆除。比斯頓城堡現在被指定為英國一級保護建築。

## 外部連結

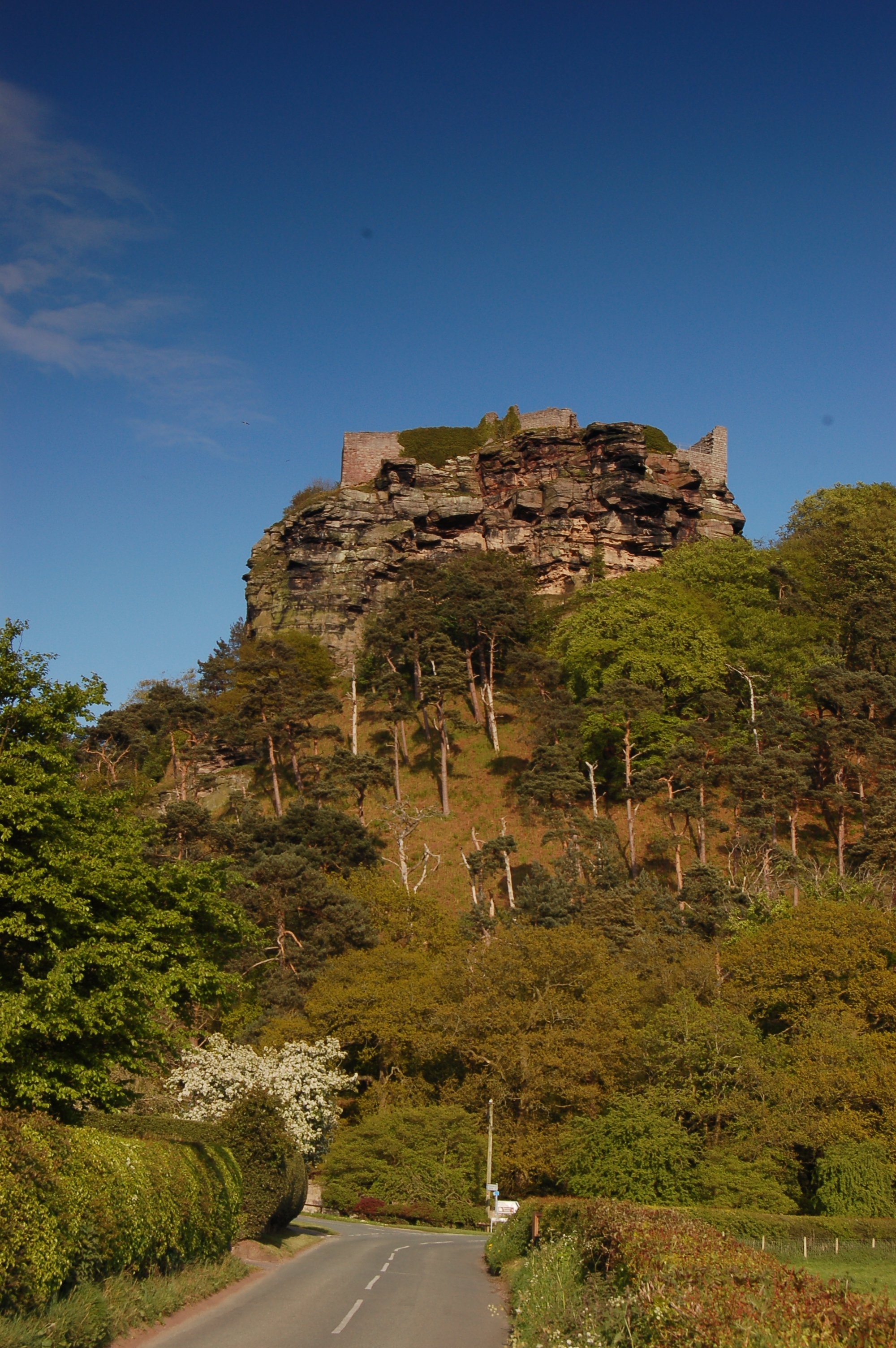
比斯頓城堡與通往該處的道路

- Sources on Beeston Castle （页面存档备份，存于）
- Photographs and history of Beeston Castle （页面存档备份，存于）
- Visitor information from English Heritage （页面存档备份，存于）